# Football Club Lausanne-Sport 2000-2001
Questa voce raccoglie le informazioni riguardanti il Football Club Lausanne-Sport nelle competizioni ufficiali della stagione 2000-2001.

## Stagione
Nella stagione 2000-2001 il Losanna, allenato da Pierre-André Schürmann, concluse il campionato di Lega Nazionale A al 4º posto. Il Losanna concluse il girone di play-off al 6º posto. In Coppa UEFA il Losanna fu eliminato al terzo turno dal Nantes.

## Rosa
| N. |                     | Ruolo | Calciatore           |
| -- | ------------------- | ----- | -------------------- |
| 30 | Svizzera (bandiera) | P     | Claudio Gentile      |
| 36 | Italia (bandiera)   | P     | David Inguscio       |
| 18 | Svizzera (bandiera) | P     | Eric Rapo            |
| 1  | Svizzera (bandiera) | P     | Pascal Zetzmann      |
| 5  | Svizzera (bandiera) | D     | Sven Christ          |
| 20 | Svizzera (bandiera) | D     | Jean-Philippe Karlen |
| 17 | Italia (bandiera)   | D     | Sébastien Meoli      |
| 4  | Svizzera (bandiera) | D     | Rémo Meyer           |
| 16 | Italia (bandiera)   | D     | Daniel Puce          |
| 24 | Svizzera (bandiera) | D     | Christophe Simon     |
| 15 | Svizzera (bandiera) | C     | Naim Aalai           |
| 10 | Francia (bandiera)  | C     | Olivier Baudry       |
| 23 | Svizzera (bandiera) | C     | Stephane Gobet       |
| 21 | Francia (bandiera)  | C     | David Hellebuyck     |
| 11 | Francia (bandiera)  | C     | Cédric Horjak        |

| N. |                         | Ruolo | Calciatore            |
| -- | ----------------------- | ----- | --------------------- |
| 2  | Brasile (bandiera)      | C     | Isaïas                |
| 7  | Svizzera (bandiera)     | C     | Massimo Lombardo      |
| 26 | Ucraina (bandiera)      | C     | Evgenij Lucenko       |
| 8  | Svizzera (bandiera)     | C     | Benjamin Malnati      |
| 19 | Svizzera (bandiera)     | C     | Sacha Margairaz       |
| 27 | RD del Congo (bandiera) | C     | Alain Masudi          |
| 13 | Francia (bandiera)      | C     | Stéphane Santini      |
| 22 | Svizzera (bandiera)     | C     | Vagner Gomes          |
| 29 | Francia (bandiera)      | C     | Sebahattin Yoksuzoglu |
| 33 | Svizzera (bandiera)     | C     | Sébastien Zambaz      |
| 25 | Portogallo (bandiera)   | A     | Aurélio               |
| 28 | Francia (bandiera)      | A     | Loïc Chaveriat        |
| 14 | Polonia (bandiera)      | A     | Marcin Kuźba          |
| 9  | Russia (bandiera)       | A     | Aleksandr Panov       |
| 12 | Senegal (bandiera)      | A     | Pape Thiaw            |

## Organigramma societario
Area tecnica
- Allenatore: Victor Zvuncă
- Allenatore in seconda: Radu Nunweiler
- Preparatore dei portieri:
- Preparatori atletici:

## Calciomercato

### Sessione estiva
| Acquisti | Acquisti | Acquisti | Acquisti |
| R.       | Nome     | da       | Modalità |
| -------- | -------- | -------- | -------- |

| Cessioni | Cessioni | Cessioni | Cessioni |
| R.       | Nome     | a        | Modalità |
| -------- | -------- | -------- | -------- |

### Sessione invernale
| Acquisti | Acquisti | Acquisti | Acquisti |
| R.       | Nome     | da       | Modalità |
| -------- | -------- | -------- | -------- |

| Cessioni | Cessioni | Cessioni | Cessioni |
| R.       | Nome     | a        | Modalità |
| -------- | -------- | -------- | -------- |

## Risultati

### Lega Nazionale A

#### andata
| Arbitro: | Busacca |

|                             |           |  |
| Ekoku 6’, 52’ Smiljanić 77’ | Marcatori |  |

| Arbitro: | Circhetta |

|                                    |           |                             |
| Mazzoni 15’, 25’, 58’ Bühlmann 66’ | Marcatori | 45’ Renfer 81’ (rig.) Diogo |

| Arbitro: | Petignat |

|  |           |                                       |
|  | Marcatori | 47’ Kuźba 76’ Baudry 84’, 90’ Mazzoni |

| Arbitro: | Wildhaber |

|           |           |  |
| Kuźba 76’ | Marcatori |  |

| Arbitro: | Rogalla |

|                                |           |           |
| Gane 44’ Jairo 61’ (rig.), 80’ | Marcatori | 52’ Kuźba |

| Arbitro: | Nobs |

|                    |           |  |
| Kuźba 9’ Thiaw 75’ | Marcatori |  |

| Arbitro: | Beck |

|            |           |                     |
| Baudry 63’ | Marcatori | 26’ Thiaw 81’ Kuźba |

| Arbitro: | Circhetta |

|                       |           |             |
| N'Kufo 34’ Selimi 83’ | Marcatori | 89’ Mazzoni |

| Arbitro: | Wildhaber |

|                         |           |              |
| Thiaw 16’, 53’ Puce 74’ | Marcatori | 38’, 60’ Tum |

| Arbitro: | Schoch |

|                       |           |                                  |
| Bühler 41’ Atouba 86’ | Marcatori | 8’, 65’ Kuźba 11’ Puce 82’ Thiaw |

| Arbitro: | Beck |

|                                 |           |  |
| Thiaw 17’ Kuźba 64’, 68’ (rig.) | Marcatori |  |

#### ritorno
| Arbitro: | Bertolini |

|  |           |                         |
|  | Marcatori | 31’ Chapuisat 63’ Yakın |

| Arbitro: | Rutz |

|                            |           |  |
| Karlen 24’ (aut.) Peço 90’ | Marcatori |  |

| Arbitro: | Busacca |

|           |           |            |
| Kuźba 17’ | Marcatori | 61’ Lonfat |

| Arbitro: | Meier |

|                   |           |                        |
| Rossi 18’ Hoy 87’ | Marcatori | 24’ Lombardo 57’ Kuźba |

| Arbitro: | Rogalla |

|  |           |                      |
|  | Marcatori | 40’ Amoah 62’ Müller |

| Arbitro: | Beck |

|                                       |           |            |
| Bartlett 5’ Jamarauli 65’ Chassot 73’ | Marcatori | 16’ Karlen |

| Arbitro: | Schluchter |

|           |           |                                       |
| Thiaw 63’ | Marcatori | 27’ Didi 47’ Previtali 75’ Wiederkehr |

| Arbitro: | Meier |

|           |           |                          |
| Kuźba 17’ | Marcatori | 12’ Frei 63’ (rig.) Wyss |

| Arbitro: | Wildhaber |

|  |           |           |
|  | Marcatori | 35’ Meyer |

| Arbitro: | Bertolini |

|                       |           |  |
| Kuźba 50’ Mazzoni 61’ | Marcatori |  |

| Arbitro: | Rutz |

|                      |           |                             |
| Ergić 9’ Kreuzer 11’ | Marcatori | 27’ Lombardo 42’, 63’ Kuźba |

### Play-off

#### andata
| Arbitro: | Beck |

|           |           |                  |
| Gomes 90’ | Marcatori | 73’ Kavelashvili |

| Arbitro: | Meier |

|                       |           |           |
| Kuźba 41’ (rig.), 45’ | Marcatori | 62’ Deumi |

| Basilea 15 marzo 2001, ore 20:15 CET 2ª giornata | Basilea | 0 – 0 referto | Losanna | St. Jakob-Park (33 433 spett.)\| Arbitro: \| Busacca \| |
| Arbitro:                                         | Busacca |               |         |                                                         |

| Arbitro: | Wildhaber |

|                                          |           |                   |
| Colacino 18’ Gane 23’, 29’ Jefferson 32’ | Marcatori | 27’, 88’ Lombardo |

| Arbitro: | Rogalla |

|                 |           |               |
| Baudry 47’, 82’ | Marcatori | 26’ Obradović |

| Arbitro: | Schüttengruber |

|                                         |           |  |
| Chapuisat 25’, 37’ Núñez 35’ Gerber 74’ | Marcatori |  |

| Arbitro: | Schluchter |

|  |           |                                        |
|  | Marcatori | 8’ (aut.) Christ 47’ Rossi 90’ Giménez |

#### ritorno
| Arbitro: | Petignat |

|                                                |           |               |
| Gaspoz 26’ Giménez 31’, 90’ Bastida 73’ (rig.) | Marcatori | 3’ Hellebuyck |

| Arbitro: | Nobs |

|            |           |                               |
| Karlen 55’ | Marcatori | 9’, 14’ (rig.), 46’ Chapuisat |

| Arbitro: | Bertolini |

|                          |           |            |
| Frei 15’, 70’ Petrov 74’ | Marcatori | 42’ Baudry |

| Arbitro: | Busacca |

|                      |           |  |
| Kuźba 18’ Masudi 90’ | Marcatori |  |

| Arbitro: | Petignat |

|            |           |  |
| Yenemi 82’ | Marcatori |  |

| Arbitro: | Meier |

|                  |           |            |
| Kuźba 83’ (rig.) | Marcatori | 43’ Huggel |

| Arbitro: | Schluchter |

|                  |           |                     |
| Kavelashvili 37’ | Marcatori | 71’ Meyer 77’ Kuźba |

### Coppa UEFA

#### Turno preliminare
| Arbitro: | Genov |

|            |           |  |
| Horjak 89’ | Marcatori |  |

| Arbitro: | Kari |

|  |           |           |
|  | Marcatori | 62’ Gobet |

#### Fase a eliminazione diretta
| Arbitro: | Mikulski |

|                            |           |                          |
| Kuźba 22’, 48’ Mazzoni 51’ | Marcatori | 13’ Gashkin 33’ Litvinov |

| Arbitro: | Snoddy |

|  |           |                    |
|  | Marcatori | 29’ Kuźba 62’ Puce |

| Arbitro: | Širić |

|             |           |  |
| Mazzoni 37’ | Marcatori |  |

| Arbitro: | Torres |

|                               |           |                              |
| Arveladze 17’ van der Gun 79’ | Marcatori | 38’ Mazzoni 77’ (rig.) Kuźba |

| Arbitro: | Uzunov |

|                                                         |           |                                   |
| Moldovan 18’ Monterrubio 43’ Puce 73’ (aut.) Gillet 86’ | Marcatori | 41’ (rig.), 70’ Kuźba 53’ Mazzoni |

| Arbitro: | Luinge |

|              |           |                                     |
| Lombardo 49’ | Marcatori | 24’ Ziani 59’ Moldovan 88’ Carrière |

## Statistiche

### Statistiche di squadra
| Competizione     | Punti | In casa | In casa | In casa | In casa | In casa | In casa | In trasferta | In trasferta | In trasferta | In trasferta | In trasferta | In trasferta | Totale | Totale | Totale | Totale | Totale | Totale | DR  |
| Competizione     | Punti | G       | V       | N       | P       | Gf      | Gs      | G            | V            | N            | P            | Gf           | Gs           | G      | V      | N      | P      | Gf     | Gs     | DR  |
| ---------------- | ----- | ------- | ------- | ------- | ------- | ------- | ------- | ------------ | ------------ | ------------ | ------------ | ------------ | ------------ | ------ | ------ | ------ | ------ | ------ | ------ | --- |
| Lega Nazionale A | 35    | 11      | 6       | 1       | 4       | 18      | 14      | 11           | 5            | 1            | 5            | 19           | 20           | 22     | 11     | 2      | 9      | 37     | 34     | +3  |
| Play-off         | -     | 7       | 3       | 2       | 2       | 9       | 10      | 7            | 1            | 1            | 5            | 6            | 17           | 14     | 4      | 3      | 7      | 15     | 27     | -12 |
| Coppa UEFA       | -     | 4       | 3       | 0       | 1       | 6       | 5       | 4            | 2            | 1            | 1            | 8            | 6            | 8      | 5      | 1      | 2      | 14     | 11     | +3  |
| Totale           | 35    | 26      | 13      | 6       | 7       | 44      | 34      | 26           | 10           | 4            | 12           | 38           | 48           | 52     | 23     | 10     | 19     | 82     | 82     | 0   |

### Andamento in campionato
| Giornata  | 1  | 2 | 3 | 4 | 5 | 6 | 7 | 8 | 9 | 10 | 11 | 12 | 13 | 14 | 15 | 16 | 17 | 18 | 19 | 20 | 21 | 22 |
| --------- | -- | - | - | - | - | - | - | - | - | -- | -- | -- | -- | -- | -- | -- | -- | -- | -- | -- | -- | -- |
| Luogo     | T  | C | T | C | T | C | T | T | C | T  | C  | C  | T  | C  | T  | C  | T  | C  | C  | T  | C  | T  |
| Risultato | P  | V | V | V | P | V | V | P | V | V  | V  | P  | P  | N  | N  | P  | P  | P  | P  | V  | V  | V  |
| Posizione | 12 | 8 | 4 | 2 | 6 | 2 | 2 | 2 | 2 | 2  | 2  | 2  | 2  | 3  | 4  | 5  | 5  | 5  | 7  | 6  | 5  | 4  |

Legenda:

Luogo: C = Casa; T = Trasferta. Risultato: V = Vittoria; N = Pareggio; P = Sconfitta.

### Statistiche dei giocatori
| Giocatore       | Lega Nazionale A | Lega Nazionale A | Lega Nazionale A | Lega Nazionale A | Coppa UEFA | Coppa UEFA | Coppa UEFA  | Coppa UEFA | Totale   | Totale | Totale      | Totale     |
| Giocatore       | Presenze         | Reti             | Ammonizioni      | Espulsioni       | Presenze   | Reti       | Ammonizioni | Espulsioni | Presenze | Reti   | Ammonizioni | Espulsioni |
| --------------- | ---------------- | ---------------- | ---------------- | ---------------- | ---------- | ---------- | ----------- | ---------- | -------- | ------ | ----------- | ---------- |
| N. Aalai        | 0                | 0                | 0                | 0                | 0          | 0          | 0           | 0          | 0        | 0      | 0           | 0          |
| A. Aurélio      | 2                | 0                | 0                | 0                | 0          | 0          | 0           | 0          | 2        | 0      | 0           | 0          |
| O. Baudry       | 20               | 1                | 2                | 0                | 5          | 0          | 2           | 1          | 25       | 1      | 4           | 1          |
| P. Bühlmann     | 5                | 1                | 0                | 0                | 0          | 0          | 0           | 0          | 5        | 1      | 0           | 0          |
| S. Christ       | 8                | 0                | 3                | 0                | 4          | 0          | 1           | 0          | 12       | 0      | 4           | 0          |
| T. Danilevičius | 0                | 0                | 0                | 0                | 0          | 0          | 0           | 0          | 0        | 0      | 0           | 0          |
| C. Gentile      | 2                | 0                | 0                | 0                | 0          | 0          | 0           | 0          | 2        | 0      | 0           | 0          |
| S. Gobet        | 7                | 0                | 0                | 1                | 2          | 1          | 0           | 0          | 9        | 1      | 0           | 1          |
| V. Gomes        | 18               | 0                | 4                | 0                | 3          | 0          | 0           | 0          | 21       | 0      | 4           | 0          |
| D. Hellebuyck   | 21               | 0                | 1                | 0                | 8          | 0          | 0           | 0          | 29       | 0      | 1           | 0          |
| C. Horjak       | 15               | 0                | 1                | 0                | 7          | 1          | 1           | 1          | 22       | 1      | 2           | 1          |
| J. Karlen       | 20               | 1                | 4                | 1                | 8          | 0          | 0           | 0          | 28       | 1      | 4           | 1          |
| M. Kuźba        | 21               | 15               | 2                | 0                | 8          | 6          | 2           | 0          | 29       | 21     | 4           | 0          |
| M. Lombardo     | 19               | 2                | 7                | 0                | 8          | 1          | 2           | 0          | 27       | 3      | 9           | 0          |
| E. Lucenko      | 15               | 0                | 2                | 0                | 7          | 0          | 0           | 0          | 22       | 0      | 2           | 0          |
| A. Masudi       | 11               | 1                | 2                | 1                | 0          | 0          | 0           | 0          | 11       | 1      | 2           | 1          |
| J. Mazzoni      | 15               | 7                | 2                | 2                | 8          | 4          | 1           | 0          | 23       | 11     | 3           | 2          |
| S. Meoli        | 4                | 0                | 1                | 0                | 0          | 0          | 0           | 0          | 4        | 0      | 1           | 0          |
| R. Meyer        | 21               | 1                | 3                | 0                | 8          | 0          | 1           | 0          | 29       | 1      | 4           | 0          |
| A. Panov        | 4                | 0                | 0                | 0                | 0          | 0          | 0           | 0          | 4        | 0      | 0           | 0          |
| D. Puce         | 19               | 2                | 7                | 0                | 8          | 1          | 1           | 1          | 27       | 3      | 8           | 1          |
| E. Rapo         | 20               | 0                | 1                | 0                | 8          | 0          | 1           | 0          | 28       | 0      | 2           | 0          |
| S. Santini      | 17               | 0                | 4                | 2                | 7          | 0          | 2           | 0          | 24       | 0      | 6           | 2          |
| C. Simon        | 5                | 0                | 0                | 0                | 1          | 0          | 0           | 0          | 6        | 0      | 0           | 0          |
| P. Thiaw        | 16               | 7                | 5                | 0                | 6          | 0          | 0           | 0          | 22       | 7      | 5           | 0          |
| S. Yoksuzoglu   | 1                | 0                | 0                | 0                | 0          | 0          | 0           | 0          | 1        | 0      | 0           | 0          |
| S. Zambaz       | 13               | 0                | 3                | 0                | 6          | 0          | 1           | 0          | 19       | 0      | 4           | 0          |
| P. Zetzmann     | 0                | 0                | 0                | 0                | 0          | 0          | 0           | 0          | 0        | 0      | 0           | 0          |